# Peso (Covilhã)
Peso ist ein Ort und eine ehemalige Gemeinde (Freguesia) im portugiesischen Kreis Covilhã. Die Gemeinde hatte 736 Einwohner (Stand 30. Juni 2011).
Am 29. September 2013 wurden die Gemeinden Peso und Vales do Rio zur neuen Gemeinde União das Freguesias de Peso e Vales do Rio zusammengeschlossen. Peso ist Sitz dieser neu gebildeten Gemeinde.